# Robert Cohan
Sir Robert Paul Cohan (New York, 27 marzo 1925 – Londra, 13 gennaio 2021) è stato un coreografo e ballerino statunitense naturalizzato britannico.

## Biografia
Nel 1946 si unì alla compagnia di Martha Graham, la Martha Graham Dance Company, di cui fu spesso partner in scena e insegnante nella scuola di ballo. Dopo aver lasciato la compagnia nel 1957, vi tornò nel 1962 e dal 1966 ne fu co-direttore. Nel 1969 fondò in Gran Bretagna la London Contemporary Dance Group, che continuò a dirigere fino al 1989 e che gli valse il Laurence Olivier Award per l'eccellenza nella danza nel 1978.